# William S. Burroughs
William Seward Burroughs II (født 5. februar 1914, død 2. august 1997) var en amerikansk forfatter og digter. Han anses som en af de mest fremtrædende fra den bølge af forfattere og digtere, der udgjorde beatgenerationen. Han debuterede som forfatter i 1953 med den selvbiografiske roman Junky (på dansk Junkie og uddrag af Yagebrevene 1966), der hudløst ærligt beskriver hans liv som narkomisbruger, et misbrug han fortsatte hele sit liv.
Mest kendt er romanen Naked Lunch fra 1959 (på dansk Nøgen Frokost 1967), der blev filmatiseret i 1991.